# Agrupación Parroquial Cautivo, Paz y Rocío, Elche.
Su nombre oficial y completo es Agrupación Parroquial de Nuestro  Nuestro Padre Jesús de la Redención en el Beso de Judas, María Santísima de la Paz y Madre de Dios del Rocío, siendo una asociación religiosa constituida en febrero de 2013 en la Parroquia de Nuestra Señora del Carmen, del barrio de Carrús en la ciudad de Elche (España). Realiza su Estación de Penitencia la tarde/noche del Sábado de Pasión: es la primera Agrupación Parroquial de la ciudad.

## Historia
A finales del mes de enero de 2013 cuando un grupo de cofrades de la Hermandad del Prendimiento oída la Junta Mayor de Cofradías y Hermandades de la ciudad de Elche, deciden reorganizarse como Agrupación Parroquial de Nuestro Padre Jesús Cautivo en el puente del Cedrón, María Santísima de la Paz y Madre de Dios del Rocío, paso previo existente en la diócesis de Orihuela-Alicante a la erección canónica como hermandad, tras el visto bueno del párroco.
La Agrupación es aprobada como tal el 7 de febrero de 2013, por el Obispado de la diócesis Orihuela-Alicante, convirtiéndose en la primera Agrupación Parroquial de la ciudad de Elche.
Los Primeros cultos de la Agrupación se realizaron en la Cuaresma de ese mismo año, culminando con la Estación de Penitencia Vísperas de Semana Santa, el Sábado de Pasión por las calles del barrio de Carrús. En la Navidad de 2013, al finalizar el concierto Kilos Solidarios que cada año organiza para recoger alimentos para Cáritas de las parroquias de San Francisco de Asís y Ntra. Sra. del Carmen, el párroco hizo público que sus Sagrados Titulares pasarían a recibir culto público permanentemente en la Parroquia.
Desde su reorganización de la Agrupación sigue colaborando estrechamente con la Parroquia en las fiestas en honor a la Virgen del Carmen, los costaleros de la misma portan a la Virgen del Carmen durante su Procesión de Gloria por las calles del barrio. 
El 8 de febrero de 2014 se celebra el primer aniversario de la Agrupación, con la celebración una Misa de Hermandad, asistiendo el presidente de la Junta Mayor de Cofradías y Hermandades de la ciudad de Elche, D. Francisco Javier García Mora y el vicepresidente de la misma D. Antonio García, además de representantes de distintas Hermandades de Elche y Alicante, desde este día sus Sagrados Titulares quedan expuestos permanentemente al culto público, ocupando el lateral izquierdo de la nave, en la Parroquia de Ntra. Sra. del Carmen de Carrús, donde está establecida canónicamente la Agrupación.
El Viernes Santo de este mismo año Nuestro Padre Jesús de la Redención en el Beso de Judas participa por primera vez en el Vía crucis organizado por la Parroquia.
El Sábado de Pasión de esa Cuaresma de 2014 se estrena la Parihuela portada a costal por una cuadrilla de hermanos costaleros mixta, siendo la primera de la ciudad en cargar a costal con cuadrilla mixta. En mayo se comienzan los trámites para ser erigidos cómo Hermandad Penitencial.
El Sábado de Pasión de esa Cuaresma de 2015,se estrena el Paso de Misterio de la Agrupación, representando a Jesús en el Puente del Cedrón, siendo conducido por un sayón hebreo.
En 2018 en consenso con la Junta Mayor de Cofradías y Hermandades de Elche, la Agrupación decide modificar el paso de misterio, representando el momento inicial de la Pasión de nuestro Señor, cuando el apóstol Judas Iscariote traiciona a su maestro con un beso.[cita requerida]

## Sagrados Titulares

### Nuestro Padre Jesús de la Redención en el Beso de Judas

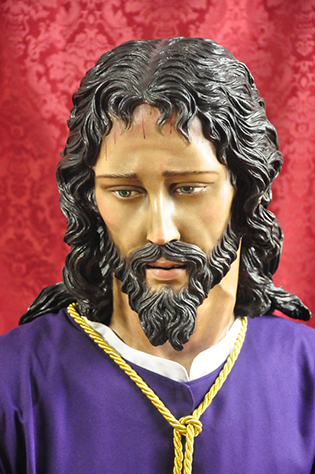
Nuestro Padre Jesús de la Redención en el Beso de Judas

El primer paso de la Agrupación está presidido por la imagen de Nuestro Padre Jesús Redención en el Beso de Judas, obra del imaginero D. Francisco Javier López de Espino en Lucena, (Córdoba) en el año 2011, bendecida este mismo año en la Parroquia de Nuestra Señora del Carmen de Elche, sede canónica de la Agrupación desde su fundación. 
La imagen está realizada en madera de cedro real policromada al óleo, con una altura de 193 centímetros. La imagen tiene una amplia zancada, y la cabeza ligeramente inclinada hacia delante, se pueden observar restos del sudor de sangre. Viste una túnica de  color y maniatado con un cordón de color dorado.

### María Santísma de la Paz

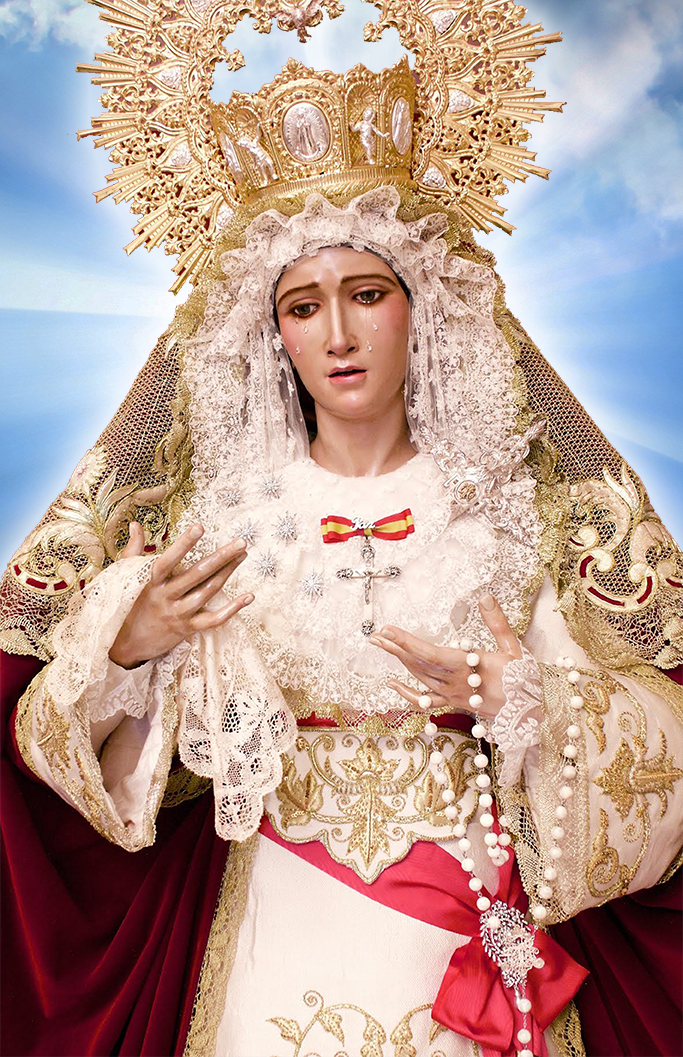
María Santísima de la Paz de Elche.png

Imagen de dolorosa de candelero para vestir con manos articuladas, de tamaño natural (163 centímetros). La cabeza, las manos, el busto y los brazos están labrados en madera de cedro real, policromada al óleo y ojos de cristal, es obra del imaginero D. Víctor García Villalgordo en el año 2004 en Torrevieja, Alicante, y fue bendecida en 2005 en la Parroquia de San Agantángelo de Elche.
En el año 2017 es restaurada por su mismo autor D. Víctor García Villalgordo, siendo repuesta al culto y bendecida de nuevo en la parroquia de Nuestra Sra. del Carmen del barrio de Carrús el 28 de octubre del mismo año.
El escultor quiso mostrar una dolorosa de la escuela andaluza a tamaño natural con semblante sereno, tez morena y ojos de cristal de color verde pardo. Se puede observar en detalle la boca entreabierta de la imagen apreciándose varios incisivos.
Con su cabeza inclinada dirige la mirada hacia abajo, apreciándose en su rostro el rastro de las lágrimas derramadas por su hijo.

### Madre de Dios del Rocío.
Titular de gloria de la Agrupación, es representada por un simpecado.

## Herádica
En la parte superior  aparece representado el Espíritu Santo con una paloma blanca con resplandores a su espalda.
En la parte izquierda de la zona media de la heráldica aparece en una cartela el anagrama de Cristo (JHS) en un óvalo de color morado símbolo de penitencia, y en la cartela izquierda elanagrama mariano (Ave María) en color verde, símbolo de la esperanza de la resurrección.

En la parte inferior del escudo cerrando este, aparece una rama de olivo representando la paz y una palma blanca símbolo de los mártires y típica de la ciudad de Elche.

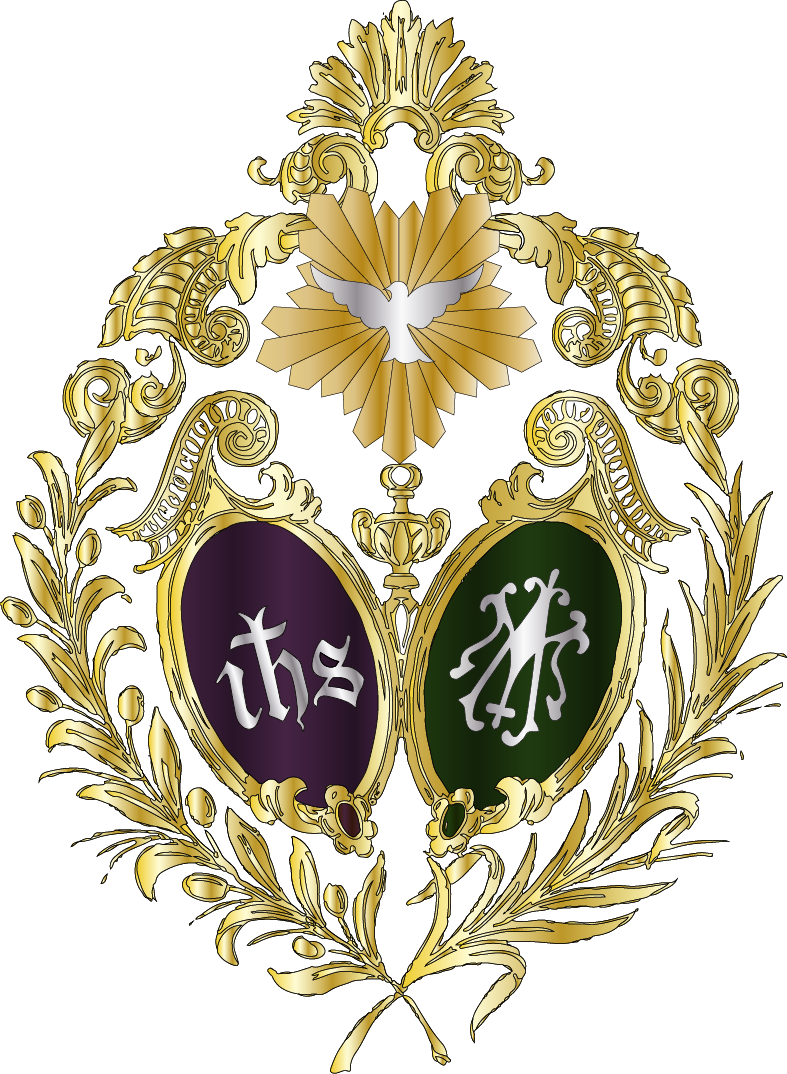
Heráldica

## Paso de Misterio
El paso de Cristo representa el momento inicial de la Pasión en que el apóstol Judas Iscariote besa a Jesús en el monte de los Olivos en presencia del apóstol Juan, tiene como remate un olivo del huerto. Dicho beso era para indicar a los romanos a quién debían arrestar.
la imagen de Nuestro Padre Jesús de la Redención es obra del imaginero D. Francisco Javier López de Espino en Lucena, (Córdoba) en el año 2011, bendecida este mismo año en la Parroquia de Nuestra Señora del Carmen de Elche, sede canónica de la Agrupación desde su fundación. 
La imagen está realizada en madera de cedro real policromada al óleo, presentada en postura erguida con la cabeza en posición frontal, los brazos están paralelos al cuerpo y alzados a la altura de la cintura. Los ojos son verdes y presenta la mirada baja, con una altura de 193 centímetros.
La imagen del Apóstol San Juan fue realizada por el imaginero D. Valentín García Quinto (Albatera (Alicante en la década de 1980, bendecida en la Parroquia de San Agatángelo de Elche.
El paso es portado por costaleros y costaleras a estilo sevillano, siendo el primer paso mixto a costal de la ciudad.

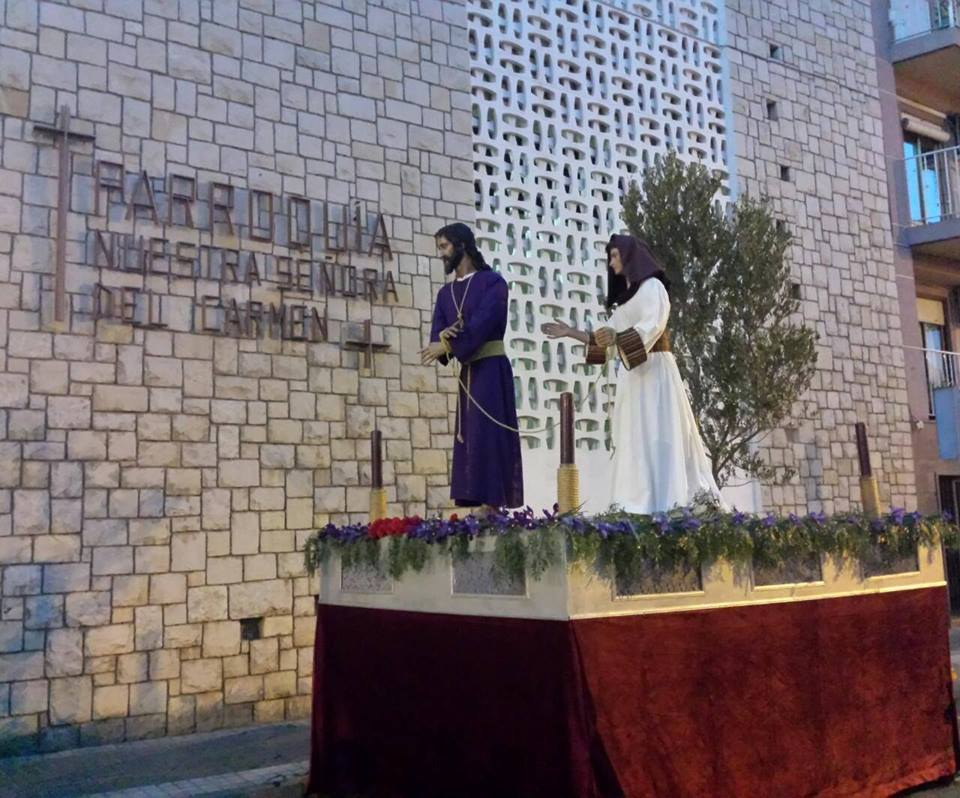
Paso de misterio 2015

## Indumentaria
Los fieles visten en ropa de gala, zapatos de color negro.